# Quatuor à cordes no 15 de Hába
Pour les articles homonymes, voir Quatuor à cordes no 15.
Le Quatuor à cordes no 15 opus 95 est une composition de musique de chambre d'Alois Hába. Composé en 1965, il comporte cinq mouvements enchainés.

## Structure
1. Allegro leggiero
2. Andante cantabile
3. Allegro vivace
4. Adagio
5. Allegro risoluto

La durée d'exécution est d'environ six minutes.